# 新・動く標的
『新・動く標的』（しん・うごくひょうてき、The Drowning Pool）は、1975年のアメリカ合衆国のサスペンス映画。監督はスチュアート・ローゼンバーグ、出演はポール・ニューマンとジョアン・ウッドワードなど。
ロス・マクドナルドの同名小説を原作とした1966年の映画『動く標的』の続編で、小説としても続編に当たる『魔のプール』が原作となっている。日本での劇場公開時のタイトルは『ハーパー探偵シリーズ/新・動く標的』。なお、主人公の名前は前作に引き続き、原作のルー・アーチャーからルー・ハーパーに変更されている。

## ストーリー
敏腕私立探偵ルー・ハーパーのもとにある日、莫大な報酬の仕事の依頼があった。その依頼主は数年前に情事を楽しんだアイリス・デベローという女で、南部の石油王の妻だった。
数日後、アイリスの姑でデベロー家の莫大な石油の権利を握っていたオリビアが、屋敷近くの入り江で死体となって発見された。
ハーパーはデベロー家の石油を以前から狙っていた石油屋のキルバーンやその妻メイビス、デベロー家の運転手をしていたパット・リービス、その恋人の娼婦グレッチェンなどを容疑者として絞り込むが、やがて事件は意外な展開を見せる。

## キャスト
| 役名               | 俳優                     | 日本語吹き替え | 日本語吹き替え |
| 役名               | 俳優                     | TBS版          | テレビ朝日版   |
| ------------------ | ------------------------ | -------------- | -------------- |
| ルー・ハーパー     | ポール・ニューマン       | 川合伸旺       | 森川公也       |
| アイリス・デベロー | ジョアン・ウッドワード   | 此島愛子       | 中西妙子       |
| ブラウサード       | アンソニー・フランシオサ | 家弓家正       | 坂口芳貞       |
| キルバーン         | マーレイ・ハミルトン     | 塩見竜介       | 富田耕生       |
| メイビス           | ゲイル・ストリックランド | 松島みのり     | 弥永和子       |
| スカイラー         | メラニー・グリフィス     | 竹内美香       | 麻上洋子       |
| グレッチェン       | リンダ・ヘインズ         | 小山茉美       | 土井美加       |
| フランクス         | リチャード・ジャッケル   |                |                |
| キャンディ         | ポール・コスロ           |                |                |
| リービス           | アンドリュー・ロビンソン |                |                |

TBS版吹替その他：徳丸完、小関一、安原義人、大方斐紗子、岸野一彦、長島亮子、田原アルノ、山崎勢津子、田中幸四郎

テレビ朝日版吹替その他：麻生美代子、若本規夫、広瀬正志、稲葉実、西村知道、大橋芳枝、安田隆、深見理佳
- TBS版吹き替え - 1980年10月27日『月曜ロードショー』
- テレビ朝日版吹き替え - 1986年6月1日『日曜洋画劇場』

## 作品の評価
Rotten Tomatoesによれば、16件の評論のうち、高く評価しているのは50%にあたる8件で、平均して10点満点中5.38点を得ている。
Metacriticによれば、8件の評論のうち、高評価は1件、賛否混在は7件、低評価はなく、平均して100点満点中48点を得ている。